# Periodo arcaico de América
El periodo arcaico comenzó aproximadamente en el año 8000 a. C. y coincide con los inicios del Holoceno, es decir, cuando terminaron las glaciaciones y el planeta entero sufrió un calentamiento global. Es posible que este fenómeno planetario incidiera para que los pueblos prehistóricos, en su totalidad nómadas, descubrieran la agricultura e iniciaran un proceso de sedentarización. Dicho proceso conduciría a otro factor: el nacimiento de las primeras ciudades, que en América se presentaron casi a la par con la fundación de las más antiguas ciudades del mundo en Medio Oriente y China especialmente. El inicio del apogeo de la civilización Olmeca cierra este periodo arcaico. Hacia el 1500 a. C. El periodo arcaico de América coincide con el Neolítico de la periodización de la prehistoria universal humana.

## Agricultura y domesticación
La agricultura surge en todo el planeta con el inicio del Holoceno, es decir, el calentamiento global del planeta que terminó la era glacial. El hombre primitivo comienza un proceso paulatino de sedentarización obligado por el cultivo. Los cultivos en su proceso cíclico crean las tradiciones, contribuyen a que el pueblo desarrolle nuevos instrumentos, desarrolle el lenguaje y cree una cultura mucho más elaborada. 
El nómada primitivo tenía menos tiempo para todo eso. Los cultivos crean riquezas que proteger (los productos deben almacenarse para prevenir eventuales desastres naturales que alteren las cosechas) y los pueblos sedentarios, en un proceso que no fue inmediato sino largo, paulatino y que implicó prueba-error, comienza también a crear el concepto de ciudad como un sitio determinado para salvaguardarse y salvaguardar sus nuevas riquezas.
La actividad agrícola en América datada del periodo arcaico es evidente y demostrable, ante todo en cuanto al modo de organización, éstas se organizaban en tribus exogámicas.
Durante este periodo, el hombre es fundamentalmente recolector, cazador y/o pescador; posee la compañía de animales que lo acompañen y su supervivencia se apoya en el pequeño grupo de su banda.

Producto del descubrimiento de la posibilidad de producir una cosecha anual, las tribus deben organizarse de otra manera; se vuelven necesariamente más cooperativas entre sí. Todo lo que no es recolectado se pierde y se pudre. Por ello, comienzan a sofisticarse la organización económica y política, en lo que refiere a división de territorios y establecimiento de vías comerciales, en el intercambio de productos.
Más adelante se comprobará que lo que comenzó siendo una tribu, derivará en aldeas para convertirse, en algunos casos, en grandes imperios. Tal es el ejemplo de Egipto y Mesopotamia y Costa Este de Estados Unidos, aparte de las civilizaciones sedentarias que surgieron en América del Sur alrededor del 4000 a. C.
Esto es confirmado por números yacimientos arqueológicos que contienen restos de herramientas líticas utilizadas para la labranza y alimentos fósiles. Casi todos los países contemporáneos de América tienen evidencias de actividad agrícola y se puede saber que los productos de mayor cultivo fueron maíz, calabaza y patatas entre muchos otros que en la actualidad son productos contemporáneos y originarios del continente.
Animales domésticos y otros han sido encontrados en Mesoamérica y Suramérica con dataciones de hasta hace diez mil años y en el continente se dio a la par con el resto del planeta, es decir, durante el neolítico. El siguiente cuadro comparativo muestra el surgimiento de la domesticación tanto de animales como de plantas en diferentes partes del mundo y puede verse la mención a lugares americanos.
Caral-Supe, con dataciones que la sitúan en el 2627 a. C., es decir, casi a la par con las ciudades mesopotámicas, egipcias, indias y chinas, es la ciudad cuya datación arqueológica sitúa como la más antigua del continente.

## Núcleos
Al terminar la última glaciación, se produciría la transición a la agricultura del maíz a partir de la recolección intensiva de vegetales. También aparecen los primeros poblados estables y numerosas culturas que viven de la explotación intensiva de recursos del mar, cuyos restos más típicos son los concheros, grandes montones de desperdicios de conchas de moluscos. Esta transición fue más intensa en México y en el centro-norte de los Andes (las dos zonas nucleares fundamentales de América). Concretamente en los Andes sobresale la cultura de Caral (Perú), con una fecha inicial superior al 2600 a. C.